# Nikołaj Uchtomski

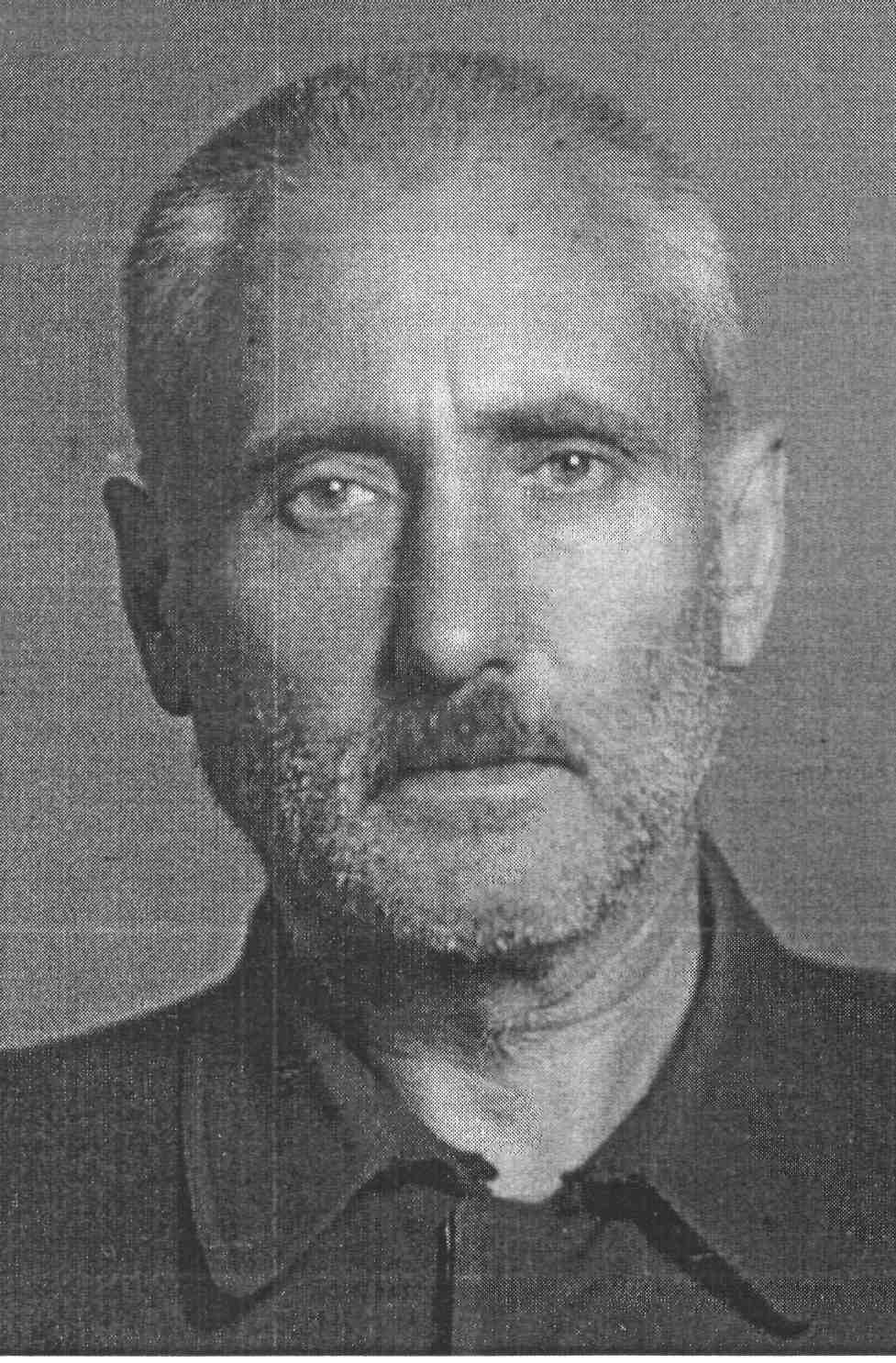
Nikołaj Uchtomski. Fotografia NKWD z 1945 r.

Nikołaj Aleksandrowicz Uchtomski, ros. Николай Александрович Ухтомский (ur. w 1895 r. w Symbirsku, zm. 18 sierpnia 1953 r. na Workucie) – rosyjski arystokrata, emigracyjny dziennikarz i publicysta.
Pochodził z książęcego rodu. Po klęsce wojsk białych wyemigrował do Chin. Zamieszkał w Harbinie. Na początku lat 20. przeniósł się do Berlina, gdzie pracował w redakcji pro-sowieckiego pisma "Накануне". W 1929 r. powrócił do Harbina. Był korespondentem pisma "Заря", publikując w nim swoje reportaże. Pracował też w redakcji innego pisma "Наш путь". Po ataku Armii Czerwonej na Mandżukuo w sierpniu 1945 r. został aresztowany i przewieziony do ZSRR. W sierpniu 1946 r. został skazany na karę 20 lat w łagrach. Zmarł w jednym z łagrów na Workucie.